# プレス機械作業主任者
プレス機械作業主任者（ - きかいさぎょうしゅにんしゃ）は、労働安全衛生法にて定められた作業主任者（国家資格）のひとつであり、プレス機械作業主任者技能講習を修了した者の中から選任される。
なお、事業者によって選任されていない者は「プレス機械作業主任者技能講習の修了者」であり、「プレス機械作業主任者」ではない。
また、主任者となるための技能講習を修了した者すなわち資格取得者のこと、あるいは資格そのものを指すこともある。

## 概要
動力により駆動されるプレス機械を5台以上有する事業場で行うプレス機械作業において労働災害を防止する。

## 受講資格
- プレス機械による作業に5年以上従事した経験を有する者
- プレス機械作業主任者技能講習規程第1条に定める者

## 技能講習
都道府県労働基準協会や都道府県労働局登録教習機関が実施する。告示された講習時間は15時間である。

### 講習科目
1. 作業に係る機械、その安全装置等の種類、構造及び機能に関する知識（6時間）
2. 作業に係る機械、その安全装置等の保守点検に関する知識（2時間）
3. 作業の方法に関する知識（5時間）
4. 関係法令（2時間）
5. 修了試験